# Ruth Cardoso
Ruth Correia Leite, conocida como Ruth Cardoso (Araraquara, 19 de septiembre de 1930 – São Paulo, 24 de junio de 2008) fue una antropóloga brasileña pionera en la década de 1970 del reconocimiento de la emergencia de los movimientos sociales que albergaban a las minorías por razón de género, étnico, racial o por la orientación sexual. Su trabajo puso en la agenda de la investigación académica estos movimientos. Casada con Fernando Henrique Cardoso fue primera dama de Brasil de 1995 a 2003, un título que no le gustaba y prefería no asumir. Fundó la ONG Comunitas a la que estuvo vinculada toda su vida para trabajar con la sociedad civil. Según los analistas políticos, su posición era más de izquierdas que la del presidente Cardoso.

## Biografía
Se graduó en la licenciatura y calificación docente en Ciencias Sociales de la Universidad de São Paulo en 1952. Allí desarrolló la primera fase de su trayectoria académica. Época en la que conoció y contrajo matrimonio con Fernando Henrique Cardoso, con quien se casó en 1953.  
Seis años más tarde completó su maestría y, en 1972, el doctorado, con la tesis "Estructura familiar y Movilidad Social: Estudio de los japoneses en Sao Paulo". Su vida universitaria fue interrumpida por el golpe militar de 1964, que llevó a la pareja al exilio en Chile y Francia.
Durante y después del exilio Ruth Cardoso trabajó en diferentes instituciones académicas como la Facultad Latinoamericana de Ciencias Sociales (FLACSO / UNESCO), la Universidad de Chile (Santiago), la Maison des Sciences de l'Homme (París), la Universidad de Berkeley (California) y la Universidad de Columbia (Nueva York). También fue profesora de la Universidad de São Paulo y fundadora y directora de CEBRAP (Centro Brasileño de Análisis y Planificación). 
Entre su producción académica cabe mencionar la obra "Sociedad y Poder: representaciones de las favelas de Sao Paulo", "Bibliografía sobre la juventud" y "La aventura antropológica" obra que profundiza en el análisis de los problemas de orden conceptual o de procedimientos de investigación, ampliando el debate sobre la metodología y la investigación en antropología. 

### Comunidad solidaria
En su periodo de ocho años en los fue primera dama de Brasil (1995-2003) decretó el fin de la LBA (Legislación Brasileña de Asistencia) entidad de asistencia tradicionalmente presidida por las primeras damas y fundó y presidió la Comunidad Solidaria, que tenía como objetivo el fortalecimiento de la sociedad civil. Para garantizar la continuidad de los programas generados por la entdiad creó la organización no gubernamental Comunitas a la que continuó ligada hasta el final de su vida. Los analistas políticos consideraban que Ruth tenía una posición más a la izquierda que la de su marido. 

### Derechos de las mujeres
Feminista declarada, se posicionó a favor del aborto que consideraba una libertad de las mujeres y que generó especial tensión con la Santa Sede durante la visita que en 1997 realizó el Papa Juan Pablo II a Brasil.
Entre los cargos que asumió a lo largo de su vida están la presidencia del consejo asesor del Banco Interamericano de Desarrollo sobre mujer y desarrollo, fue miembro de la junta directiva de la Fundación de las Naciones Unidas y de las comisiones de la OIT sobre las Dimensiones Sociales de la Globalización y de la Comisión sobre Globalización. 
Falleció a los setenta y siete años en São Paulo el 24 de junio de 2008 a causa de un infarto tras una década con problemas coronarios. El entonces presidente del país Lula da Silva decretó tres días de luto oficial.

## Vida personal
Contrajo matrimonio con Fernando Henrique Cardoso en 1954, con quien tuvo tres hijos. Siempre mantuvo especial celo en preservar su vida privada y defendió el derecho a la privacidad considerando que dar publicidad a su vida personal o familiar era "mezclar lo público y lo privado".

## Centro Ruth Cardoso
En 2009 se crea el Centro Ruth Cardoso basado en Sao Paulo dedicado además de mantener la memoria de la antropóloga y escritora a fomentar el conocimiento en las áreas de políticas sociales y ciencias humanas.

## Algunas publicaciones

### Libros
- Bibliografía Sobre a Juventude, con Helena Sampaio, Edusp, 1995
- Comunidade Solidaria: Fortalecendo a Sociedade, Promovendo O Desenvolvimento. Ed. Comunitas, 2002

### Artículos y trabajos diversos
- 1983: Movimentos Sociais Urbanos: Balanço Crítico. In Sociedade e Política no Brasil Pós-64, ed. B. Sorj and M.H. Tavares de Almeida. São Paulo: Brasiliense
- 1987: Os Movimentos Sociais na América Latina. Revista Brasileira de Ciências Sociais 2(5): 27-37
- 1987: As Mulheres e a Democracia. Revista de Ciências Sociais 1(2): 287-304
- 1988: Os Movimentos Populares no Contexto da Consolidação da Democracia. In A Democracia no Brasil: Dilemas e Perspectivas, ed. F.W. Reis and G. O’Donnell. São Paulo: Vértice
- 1988: Isso É Política? Dilemas da Participação Popular entre o Moderno e o Pós-Moderno. Novos Estudos do CEBRAP 20: 74-80
- 1990: Participação Política e Democracia. Novos Estudos CEBRAP 26: 15-24
- 1992: Popular Movements in the Context of the Consolidation of Democracy in Brazil. In The Making of Social Movements in Latin America: Identity, Strategy, and Democracy, ed. A. Escobar and S.E. Alvarez. Boulder: Westview
- 1997: Fortalecimento da Sociedade Civil. In 3º Setor: Desenvolvimento Social Sustentado, Evelyn Berg. Rio de Janeiro: Gife and Paz e Terra